# Angelia (chanson)
 (juillet 2018).
Si vous disposez d'ouvrages ou d'articles de référence ou si vous connaissez des sites web de qualité traitant du thème abordé ici, merci de compléter l'article en donnant les références utiles à sa vérifiabilité et en les liant à la section « Notes et références ».
Singles de Richard Marx
Right Here Waiting
(1989) ?
(?)
Clip vidéo
Angelia est une chanson de l'auteur-compositeur-interprète américain Richard Marx, extraite de son deuxième album studio sorti le 26 avril 1989 et intitulé Repeat Offender.
En septembre 1989, cinq mois après la sortie de l'album, la chanson a été publiée en single. C'était le troisième single de cet album après Right Here Waiting. Le clip est réalisé par Michael Bay.